# 工藤佑采
工藤佑采（日语：／ Kudō Yutori；1992年12月16日—），本名大谷美樹，香港女性模特兒，曾為《2018年度香港小姐競選》參賽者。

## 簡歷
工藤佑采父親是日本人大谷裕志，母親則是香港人孫秀芸。其父本來任職香港東急百貨店高級主管，惟1993年公司突然撤出業務而遺下她們，獨自返回日本跟原配妻子繼續生活。自此，工藤佑采與母親一起同住屯門山景邨，曾一度倚靠綜援維持生計。她曾就讀於道教青松小學下午校（2006年畢業）及崇真書院（2012年中六畢業），2009年當其母乘搭小型巴士上班途中遇到交通意外離世後，亦曾獲《東方日報》、《蘋果日報》旗下慈善基金撥款資助，直至18歲便以「Miki」名義開始擔任自由身模特兒。
2018年，工藤佑采將原名更改為現時藝名，並參加《2018年度香港小姐競選》，最終落敗，卻因進行決賽當晚被指板著臉演出跳舞環節，以及賽後與張敬軒互換雙方Instagram頭像相片而受到注目。另外，她受童年經歷影響，故於港姐競選活動中經常不苟言笑，被傳媒稱作「黑面港姐」，且繼1985年《健美小姐》佳麗瓜生麻美和2005年《香港小姐競選》佳麗真田裕美以來，再有日裔香港人參與香港選美活動。2019、2020年，她曾分別就「安心偷食事件」及「2020年2月3-7日香港醫護罷工行動」表達個人看法，因敢言作風而再受注視。

## 演出作品

### 綜藝節目
| 首播     | 節目名                      | 備註              |
| 無綫電視 |                             |                   |
| 2018年   | big big channel大公司周年慶 | 固定表演者        |
| 2018年   | 美麗120秒                   | 演出第5集         |
| 2018年   | #後生仔傾吓偈                 | 第159 - 163集嘉賓 |
| 2018年   | 2018年度香港小姐競選        | 固定參賽者        |
| ViuTV    |                             |                   |
| 2019年   | 晚吹－女學生·吹水班         | 第36集嘉賓        |

## 外部連結
- 工藤佑采的Facebook專頁
- 工藤佑采的Instagram帳戶
- YouTube上的撲克女皇 十次元頻道
- Big Big Channel 頻道 - 9號 工藤佑采 Yutori Kudo[]